# هانتینگتون (آیووا)
هانتینگتون (به انگلیسی: Huntington) یک منطقهٔ مسکونی در ایالات متحده آمریکا است که در آیووا قرار دارد. هانتینگتون ۴۰۹٫۰۵ متر بالاتر از سطح دریا واقع شده‌است.